# Dan Cruickshank
Pour les articles homonymes, voir Cruickshank.
Dan Cruickshank (né le 26 août 1949) est un historien de l'art britannique et un présentateur de télévision de la BBC.

## Biographie

### Jeunesse
Enfant, il a vécu pendant quelques années en Pologne. Son père était un journaliste basé à Varsovie.

### Carrière professionnelle
Dan Cruickshank a une licence en art, design et architecture et a été autrefois un professeur invité au département de l'Art à l'Université de Sheffield et membre de la faculté de Londres de l'Université du Delaware. Il est membre honoraire de l'Institut royal des artistes britanniques (Royal Institute of British Artists), membre du comité exécutif du Groupe géorgien et volontaire du National Trust. Cruickshank est un membre honoraire de l'Institut royal des architectes britanniques.
Il a été conseiller des bâtiments historiques pour ADAM Architecture depuis 1999 et a été impliqué dans la réparation et la restauration de nombreux édifices historiques, dont Spencer House à St James, Heveningham Hall dans le Suffolk et de nombreuses maisons du début du XVIIIe siècle à Spitalfields et dans d'autres parties de Londres.
Ses publications professionnelles incluent London - the Art of Georgian Buildings (Londres - l'Art des bâtiments de style géorgien), The National Trust and Irish Georgian Society Guide to the Georgian Buildings of Britain and Ireland (le guide des bâtiments de style géorgien de Grande Bretagne et d'Irlande du National Trust et la Société géorgienne irlandaise) et Life in the Georgian City’’ (La vie dans une ville de style géorgien). Il a édité la 20e édition de History of Architecture and Timeless Architecture: a study of key buildings in architectural history (Histoire de l'architecture et architecture intemporelle: une étude des principaux édifices dans l'histoire de l'architecture) de Sir Banister Fletcher et est un contributeur de la revue des architectes, The Architectural Review and Perspectives on Architecture.

### Travail à la télévision
Cruickshank a commencé sa carrière à la BBC en tant que consultant, auteur et conférencier sur les programmes architecturaux One Foot in the Past (Un pied dans le passé) et The House Detectives (la maison des détectives). Il a également contribué aux films Timewatch et Omnibus.
En 2001, il a écrit et présenté la série Invasion dans laquelle il a examiné les tentatives et les plans d'invasion de la Grande-Bretagne et de l'Irlande au cours des années en explorant des forteresses côtières et des structures défensives le long de la côte du pays pour faire découvrir le patrimoine militaire.
D'autres séries inclusant Britain's Best Buildings (Les meilleurs bâtiments de Grande-Bretagne) ont traité de l'architecture - ou des bâtiments culturellement significatifs de Grande-Bretagne, Under Fire (Sous le feu) de la visite de musées et de bâtiments en Afghanistan, en Irak et en Israël pour voir comment la guerre récente a affecté des artefacts historiques de ces pays, et What the Industrial Revolution Did for Us (Ce que la révolution industrielle a fait pour nous) se concentrait sur les changements scientifiques, technologiques et politiques du XIXe siècle.
En 2003, Dan Cruickshank a présenté un documentaire intitulé Towering Ambitions: Dan Cruickshank at Ground Zero (Ambition démesurée: Dan Cruickshank à Ground Zero) après le débat et la discussion qui a conduit à la sélection de la conception de Daniel Libeskind pour le site du World Trade Center à New York, tandis qu'en 2005, il a présenté un documentaire sur la collection de Mitchell et Kenyon - des rouleaux de pellicule de nitrocellulose tournés au début du XXe siècle, illustrant la vie quotidienne en Grande-Bretagne, qui ont été découverts en 1994 à Blackburn.
Peut-être son plus grand succès à ce jour est Around the World in 80 Treasures (Le tour du monde en 80 trésors), résultat d'un voyage de  mois de Cruickshank autour du monde pour visiter 80 constructions humaines qu'il a choisi, afin de retracer l'histoire de la civilisation humaaine. Il en a tiré une série télévisée de la BBC et un livre, diffusés pour la première fois en 2005.
En 2006, Dan Cruickshank a présenté Marvels of the Modern Age (Merveilles de l'Âge Moderne), une série axée sur le développement du modernisme dans le design, de l'architecture grecque et romaine, au Bauhaus et à l'architecture présente.
Dan Cruickshank's Adventures in Architecture (Les aventures de Dan Cruickshank Aventures dans l'architecture), en 2008, est une série dans laquelle il fait le tour du monde pour visiter ce qu'il considérait être des bâtiments les plus insolites et les intéressants du monde.
En 2010, il entame une série en 3 parties sur l'histoire des chemins de fer en Grande-Bretagne pour la chaîne de télévision National Geographic, dont une visite à Chester pour examiner les événements entourant la catastrophe du pont de Dee de 1847, et à Manchester pour le Liverpool and Manchester Railway qui a ouvert en 1830. La série est intitulée "Great Railway Adventures" (Les grandes aventures ferroviaires) et apparu à la télévision au printemps 2010.

### Vie privée
Dan Cruickshank vit dans une maison de style géorgien à Spitalfields, à Londres, où il partage sa vie avec sa compagne Marenka Gabeler, et sa fille Isabel, né d'un mariage précédent.

## Source
- (en) Cet article est partiellement ou en totalité issu de l’article de Wikipédia en anglais intitulé « Dan Cruickshank » (voir la liste des auteurs).